# Péhunco
Péhunco, Ouassa-Péhunco o Péhonko es una comuna beninesa perteneciente al departamento de Atakora.
En 2013 tiene 78 217 habitantes, de los cuales 37 217 viven en el arrondissement de Péhunco.
Se ubica unos 60 km al este de Natitingou, en el sureste del departamento.

## Subdivisiones
Comprende los siguientes arrondissements:
- Gnémasson
- Péhunco
- Tobré